# Cierva Autogiro Company
La Cierva Autogiro Company fu un'azienda aeronautica britannica fondata nel 1926 per sviluppare una nuova tipologia di velivolo, l'autogiro. La società è stata costituita per promuovere i progetti dell'aviatore ed ingegnere spagnolo Juan de la Cierva grazie al sostegno finanziario di James George Weir, un industriale scozzese ed appassionato aviatore.

## Storia
Il primo dei progetti Cierva ad essere realizzato nel Regno Unito fu il C.8. Questo ed alcuni altri progetti furono costruiti in collaborazione con la Avro. Il modello sviluppato tra le due guerre mondiali di maggior successo risultò il Cierva C.30, realizzato in quasi 150 esemplari su licenza nel Regno Unito (Avro), in Germania (Focke-Wulf) ed in Francia (Lioré et Olivier).
Nel 1936 Cierva rimase ucciso in un incidente aereo a Croydon quando il volo KLM sul quale era passeggero precipitò dopo il decollo a causa della nebbia. Dal 1936 al 1939 il posto di direttore dell'ufficio tecnico venne rilevato da J.A.J. Bennett. Bennett riuscì a concretizzare le aspettative del suo predecessore nel proporre uno dei suoi modelli alla Royal Navy, la marina militare britannica, che Cierva aveva sostenuto sarebbe stato più semplice, più affidabile ed efficiente rispetto all'utilizzo di un elicottero. Il Cierva C.41, progettato da Bennett, venne proposto all'Air Ministry britannico in risposta alla specifica S.22/38 ma il lavoro di sviluppo preliminare venne abbandonato con lo scoppio della seconda guerra mondiale. Bennett in seguito decise di lasciare la Cierva e nel 1945 venne assunto dalla Fairey Aviation dove supervisionò lo sviluppo del Fairey FB-1 Gyrodyne.
Nel 1943 il dipartimento aeronautico della G & J Weir Ltd. venne ricostituito come Cierva Autogiro Company per sviluppare progetti di elicotteri da proporre all'Air Ministry. Il Cierva W.11 Air Horse del 1948 fu a quel tempo il più grande elicottero mai costruito al mondo.
Il primo prototipo dell'Air Horse precipitò uccidendo nell'incidente Alan Marsh, l'allora manager e pilota collaudatore capo dell'azienda, John "Jeep" Cable, capo collaudatore dei test su elicotteri del Ministry of Supply, e J. K. Unsworth, l'ingegnere di volo. Questo episodio convinse Weir a cessare ulteriori investimenti nell'azienda ed i contratti di sviluppo vennero trasferiti alla Saunders-Roe.

## Modelli

### Prototipi spagnoli
- Cierva C.1
- Cierva C.2
- Cierva C.3
- Cierva C.4
- Cierva C.5
- Cierva C.6

### Autogiro di produzione britannica
- Cierva C.8
- Cierva C.9
- Cierva C.10
- Cierva C.12 (primo volo 1929) - primo autogiro equipaggiato con galleggianti
- Cierva C.14
- Cierva C.17
- Cierva C.19
- Cierva C.21
- Cierva C.24
- Cierva C.25
- Cierva C.29
- Cierva C.30A
- Cierva C.33
- Cierva C.38
- Cierva C.40
- Cierva W.5 (primo volo 1938) - elicottero biposto a due rotori (paralleli) con struttura in legno ed equipaggiato con un motore Wier 4 cilindri raffreddato ad aria.
- Cierva W.6 (primo volo 1939) - elicottero birotore con struttura tubolare metallica equipaggiato con un motore de Havilland Gipsy da 200 hp.
- Cierva W.9 (primo volo 1945) - elicottero sperimentale realizzato per la specifica E.16/43 che utilizzava un rotore ad aria soffiata, realizzato in un esemplare.
- Cierva W.11 Air Horse (primo volo 1948) - elicottero pesante, sviluppo del W.6, realizzato in due esemplari
- Cierva CR Twin
- Cierva W.14 Skeeter (primo volo 1948) - dal 1951 ridesignato Saunders-Roe Skeeter

### Annotazioni
1. ↑  Marsh aveva collaborato con Cierva fin dal 1932 ed era stato il suo istruttore presso la scuola di volo autogiro. Durante la guerra aveva volato sugli autogiri contribuendo allo sviluppo del radar.
2. ↑  Cable era stato istruito al volo sugli autogiri da Marsh ed era stato un dipendente Cierva prima della guerra. Durante la guerra conseguì il grado di Commanding Officer (Comandante) della Research, Development and Training Unit for Rotary Wing Aircraft (Unità di Ricerca, Sviluppo e Formazione per velivoli ad ala rotante).

### Fonti
1. ↑  "Air Horse Tragedy" Flight 22 June 1950 p747.